# Шахта імені 50-річчя СРСР
ДВАТ «Шахта імені 50-річчя СРСР» — дочірнє підприємство ДХК «Краснодонвугілля». Знаходиться у м. Отаманівка, Краснодонської міськради Луганської області.

## Історія
Стала до ладу в 1970 року.

## Опис
Проектна потужність — 600 тис.т вугілля на рік. Фактичний видобуток 2962/1761 т/добу (1990/1999). У 2003 р. видобуто 725 тис.т. вугілля. 
Максимальна глибина 725/680/717 м (1990/1999/2002). Шахтне поле розкрите 5-а вертикальними стволами. У 1990/1999 р. розроблялися пласти сер. потужністю 1,78/1,80 м, кути падіння 1о. У 2003 р відпрацьовувала пласти kв
2, і3' потужністю 0,75-2,15 м, кути падіння відповідно 0-60о, 0-46о. 
Серед технічних рішень на шахті була застосована ерліфтна підйомна установка, яка була введена до експлуатації у 1970 р.
Шахта небезпечна з раптових викидів вугілля і газу,  небезпечна щодо вибуху вугільного пилу. Пласт і3' схильний до самозаймання. У 2003 р працюють 2 лави обладнані механізованими комплексами. 
Кількість працюючих (підземних) 1412/1297 чол. (1990/1999).